# Trofeo ZSŠDI 2005
Il Trofeo ZSŠDI 2005, ventinovesima edizione della corsa e valida come evento dell'UCI Europe Tour 2005 categoria 1.2, si svolse il 6 marzo 2005 su un percorso di 158 km. Fu vinta dall'italiano Maurizio Biondo che giunse al traguardo con il tempo di 4h22'00", alla media di 39,174 km/h.
Partenza con 173 ciclisti di cui 82 tagliarono il traguardo.

## Ordine d'arrivo (Top 10)
| Pos. | Corridore            | Squadra        | Tempo    |
| ---- | -------------------- | -------------- | -------- |
| 1    | Maurizio Biondo      | GS 93          | 4h02'00" |
| 2    | Matteo Priamo        | GS 93          | s.t.     |
| 3    | Gene Bates           | Zalf-Désirée   | s.t.     |
| 4    | Matej Stare          | Perutnina Ptuj | s.t.     |
| 5    | Mauro Da Dalto       | Marchiol       | s.t.     |
| 6    | Tiziano Dall'Antonia | Zalf-Désirée   | s.t.     |
| 7    | Jure Kocjan          | Radenska Rog   | s.t.     |
| 8    | Janez Brajkovič      | Krka-Adria M.  | s.t.     |
| 9    | Ashley Humbert       | Podenzano      | s.t.     |
| 10   | Gianluca Coletta     | San Marco      | s.t.     |